# Теневая экономика
Тенева́я эконо́мика (также скры́тая эконо́мика, неформа́льная эконо́мика) — экономическая деятельность, скрываемая от общества и государства,  находящаяся вне государственного контроля и учёта. Является ненаблюдаемой, неформальной частью экономики, но не охватывает её всю, так как в неё не могут быть включены виды деятельности, не скрываемые специально от общества и государства, например домашняя или общинная экономики. Также включает в себя нелегальные, криминальные виды экономики, но не ограничивается ими.
Теневая экономика — это экономические взаимоотношения граждан общества, развивающиеся стихийно, в обход существующих государственных законов и общественных правил. Доходы этого предпринимательства скрываются и не являются налогооблагаемой экономической деятельностью. По сути, любое предпринимательство, результатом которого является сокрытие доходов от государственных органов или уклонение от уплаты налогов, может считаться теневой экономической деятельностью.
Теневая, «серая», экономика, как правило, достаточно связана с «белой», официальной экономикой, так как её важным элементом является легализация преступных доходов.

## Структура теневой экономики
Масштабы и характер деятельности в сфере ненаблюдаемой экономики варьируются в очень широких пределах — от огромных доходов, извлекаемых из преступных предприятий (вроде наркобизнеса), до бутылки водки, которой «награждают» водопроводчика за починенный кран. Если попытаться типологизировать теневую деятельность, приняв за основной критерий её отношение к «белой» (официальной) экономике, то вырисовываются три сектора ТЭ:
1. беловоротничковая (фиктивная) теневая экономика,
2. серая (неформальная) теневая экономика,
3. черная (нелегальная, подпольная) теневая экономика.

Главным сегментом криминальной экономической деятельности в мировом масштабе является производство и распространение наркотиков. По оценке Управления ООН по наркотикам и преступности (УНП ООН), доходы от наркоторговли составляют около 20–25% всех мировых криминальных доходов и 50% доходов транснациональной организованной преступности, что равно 0,6% мирового ВВП. Второе место по доходам среди незаконной экономической деятельности после наркоторговли занимает производство поддельной, контрафактной, нелегальной или нелицензионной продукции. На третьем и четвертом местах по доходам среди незаконной экономической деятельности находятся проституция (в некоторых странах она легальна) и  торговля людьми с целью их трудовой эксплуатации (в том числе сексуальной). По оценке УНП ООН, общие мировые криминальные доходы составляют около 3,6% мирового ВВП, или 2–3 трлн долл.

## Причины и особенности существования
Образуется из-за существования условий, при которых может быть выгодно скрывать свою экономическую деятельность от широкого круга лиц. Масштаб сокрытия может быть разным — от сокрытия самого существования фирмы или существования определённых активов, до сокрытия отдельных сделок.
При прочих равных условиях, чем выше налоговое бремя, тем больше теневой сектор экономики, так как находящиеся в нём предприятия из-за неуплаты налогов получают конкурентное преимущество над другими фирмами и вытесняют их с рынка. Чем сложнее бюрократические процедуры в развивающихся странах, тем больше данный сектор экономики.
Вопросами целесообразности такого поведения, в частности, занимается экономика преступления и наказания.
Предприятия теневой экономики обычно не соблюдают стандарты (например ГОСТ), которыми окружён любой вид лицензируемой деятельности. Иногда теневой сектор развивается из-за повышенных административных барьеров для входа на рынок.
В среднем, чем больше сотрудников в фирме, тем меньше вероятность того, что они получают неоформляемую зарплату «в конверте», с которой не платятся налоги.
Чем больше замешано предприятие в теневой деятельности, например «обналичке», тем меньше срок её вероятного существования, так как ликвидация подобных фирм — ещё один способ скрыть следы своей деятельности.
Автономная некоммерческая организация «Национальный институт системных исследований проблем предпринимательства» (НИСИПП) выдвинула версию основных на 2007 год причин «ухода в тень»:

Основной причиной ухода в тень были и остаются высокие налоговые ставки. Важнейшим «неналоговым фактором» респонденты считают коррумпированность государственного аппарата: «неформальные выплаты» при получении лицензий, сертификатов, разрешений требуют получения неучтенной наличности. Следующая по степени важности причина — работа партнеров в теневом секторе (необходимость покупки сырья без оформления документов, выплаты процентов по займам, привлеченным на «личной» основе, и т. д.).— Статья "Бой с "тенью"", "Российская газета" - Российская Бизнес-газета" №602 от 8 мая 2007 г.
Чем неотвратимее и серьёзнее наказания за ведение теневой экономической деятельности, тем, при прочих равных, меньше её объём. При этом увеличение неотвратимости наказания сильнее снижает объём теневой экономики, чем повышение строгости наказания, особенно при низкой вероятности его понести.

## История
«Теневая» экономика наиболее громко заявила о себе в 1930-е годы, когда итальянская мафия вторглась в американскую экономику и на пиратский манер взяла её «на абордаж». С тех пор «теневая» экономика превратилась из проблемы правоохранительных органов в экономическую и общегосударственную проблему. В 1930-е годы появились исследования, которые касались только криминальной стороны такой деятельности. В 1970-е годы к изучению «теневой» деятельности подключились экономисты. Автором одной из первых работ, посвященных изучению всех аспектов «теневой» экономической деятельности, был американский ученый П. Гутман. В своей статье под названием «Подпольная экономика» он убедительно показал, что недоучитывать «теневую» деятельность нельзя. Серьёзной проблемой стал теневой товарооборот в позднем СССР, составляя в 1986 году 10 млрд рублей.

## Географические вариации
В 2014 году МВФ отмечает рост перехода денежных средств в теневую зону, в США объемы теневого сектора экономики превышают уровень банковского, в странах Европы — они равны, в Китае теневой сектор составляет около четверти от денежного оборота.

### Страны Европейского экономического сотрудничества
Согласно докладу 2011 года, в теневой экономике стран Европейского Сообщества вращалось порядка 2,2 млрд долларов. В процентном отношении наиболее значительные по размеру теневые экономики традиционно имеют страны Южной и Восточной Европы (где их доля к ВВП колебалась в пределах от 20 до 40 %), где современные технологии безналичного расчёта пока ещё не получили широкого распространения. Более того, с нарастанием последствий долгового и финансово-экономического кризиса, количество денег, уходящих «в тень» имеет тенденцию к росту. При этом, несмотря на меньший относительный размер теневых экономик более развитых стран (14 % в Германии, 11 % во Франции и лишь 8 % в Швейцарии), в абсолютном выражении их теневые экономики значительно превышают соответствующие показатели в менее развитых регионах из-за большего размера ВВП.

### В России
В 2018 году, согласно официальным оценкам Росфинмониторинга, размер теневой экономики России составлял порядка 20 % ВВП, при обороте порядка 20 триллионов рублей в год.

### В Узбекистане
По оценке экспертов, доля теневой экономики в валовом внутреннем продукте составляет более 50 %.

## Плюсы и минусы
Теневая экономика имеет как явно отрицательные стороны (уклонение от уплаты налогов, связи с криминалом), так и некоторые положительные моменты. Так, именно теневая экономика смягчает последствия рецессий и финансовых кризисов, в ходе которых уволенные работники, а также маргинальные слои населения, находят временные источники существования в более гибком неформальном секторе. В противном случае этим группам грозили бы голод и лишение средств существования, а обществу — социальный взрыв. По некоторым данным, существует оптимальный размер теневой экономики порядка 14-15 % годового ВВП (Германия, США). Страны, значительно превосходящие эту планку (например, Румыния и Греция), или недотягивающие до неё (Франция) имеют те или иные социально-экономические проблемы или изъяны.